# Ламинин
Ламинины — семейство крупных адгезивных гликопротеинов. Они являются ключевыми компонентами базальных мембран и выполняют множество функций. Структурно представляют собой гетеротримеры из альфа-, бета-, и гамма-цепочек.

## Гены
- Гены альфа-цепочек: LAMA1, LAMA2, LAMA3, LAMA4, LAMA5
- Гены бета-цепочек: LAMB1, LAMB2, LAMB3, LAMB4
- Гены гамма-цепочек: LAMC1, LAMC2, LAMC3

## Белки
Состав известных ламининов, с указанием типичной локализации::306
- Ламинин-1: α1β1γ1 — растущий эпителий
- Ламинин-2: α2β1γ1 — мышечная ткань, периферийные нервы
- Ламинин-3: α1β2γ1 -
- Ламинин-4: α2β2γ1 -
- Ламинин-5: α3β3γ2 — эпидермис
- Ламинин-6: α3β1γ1 — эпидермис
- Ламинин-7: α3β2γ1 — эпидермис
- Ламинин-8: α4β1γ1 — эндотелий, гладкие мышцы, жир, периферийные нервы
- Ламинин-9: α4β2γ1 -
- Ламинин-10: α5β1γ1 — взрослый эпителий и эндотелий
- Ламинин-11: α5β2γ1 -
- Ламинин-12: α2β1γ3 -

## Клиническая роль
Нарушение структуры ламинина 2 (цепочки α2, β1, γ1) вызывает одну из форм мышечной дистрофии. Мутации LAMB3 вызывают несколько форм буллёзного эпидермолиза.